# راست‌بالان

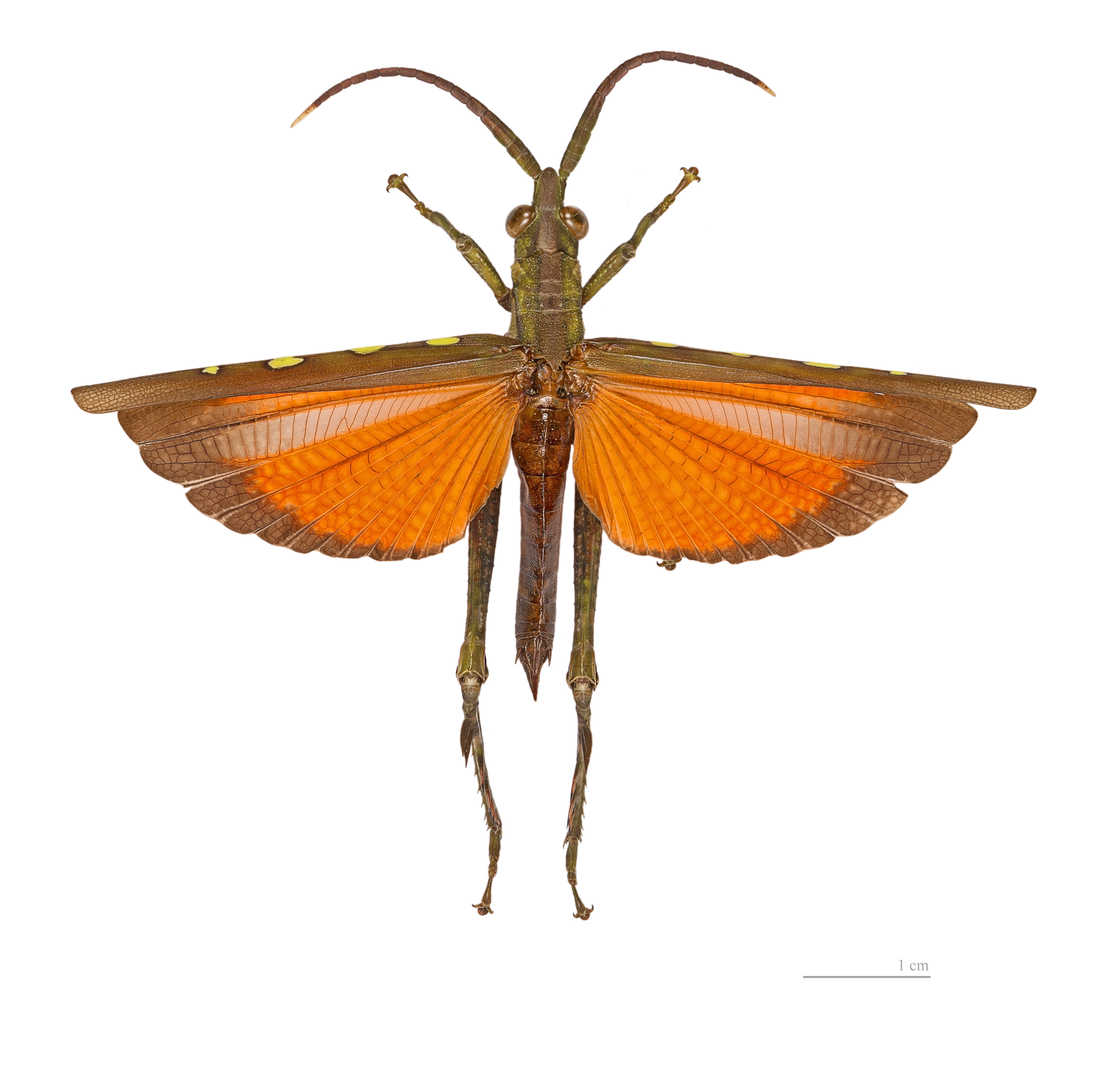
ملخ پروکولپینی

راسته راست‌بالان (نام علمی: Orthoptera) به حشراتی گفته می‌شود که در هنگام استراحت نمی‌توانند بال‌های جلویی خود را تا نمایند در چنین حالتی بال‌های جلویی به صورت تا نخورده و مماس با سطح بدن قرار می‌گیرد. این حالت بال در حشرات ابتدایی‌تر است. در حشرات پیشرفته‌تر بال‌ها به صورت عمود بر محور بدن و به صورت تاخورده در هنگام استراحت دیده می‌شود.
راسته راست‌بالان شامل جیرجیرک‌ها، ملخ‌ها، آخوندک‌ها، سوسری‌ها، و چوبکیان می‌شود. این گروه حشرات دارای دگردیسی ناقص هستند و دارای پنج سن پورگی می‌باشند. بیشتر بر سطح زمین یا روی رستنی‌ها، اما برخی نیز در زیر زمین، زندگی می‌کنند. شمار گونه‌های راست‌بال در جهان بیش از ۲۷ هزار گونه است. بیشتر گونه‌های راست‌بالان تولید صدایی می‌کنند که جیرجیر نام دارد.
در این راسته شمار زیادی از مهم‌ترین آفات گیاهان زراعی قرار گرفته‌اند. بیشتر راست‌بالان گیاه‌خوارند و برخی از آن‌ها برای زراعت‌های مختلف بسیار مخرب و دارای خسارت بسیار زیاد می‌باشند. تعداد کمی از گونه‌های ملخ‌ها قادرند به تعداد بسیار زیاد تودهٔ انبوهی تشکیل داده و هزاران هزاران کیلومتر را مهاجرت می‌نمایند و بدین ترتیب در مسیر حرکت خود زراعت‌های موجود در مناطق وسیعی را تخریب و مورد تغذیه قرار می‌دهند. تعداد اندکی از آن‌ها شکارگر و تعداد کمی نیز همه‌چیزخوارند.

## ویژگی‌ها
راست‌بالان بدن استوانه‌ای و گوشت‌آلود دارند. سر آن‌ها بزرگ و زین پشتی مشخص دارند. پای عقبی معمولاً بزرگتر از بقیهٔ پاهاست و برای جهیدن به کار می‌رود. دو جفت بال دارند که بال‌های جلویی آن‌ها ضخیم و چرمی است، بال‌های عقبی غشایی و کاملاً رشد یافته. بعضی از انواع این حشرات که در خاک زندگی می‌کنند بال‌های کوچکی داشته یا اصولاً بدون بالند.
حشرات این راسته ممکن است دارای بال یا فاقد بال باشند یا ممکن است بال‌ها رشد کافی نکرده باشند (مثل Tetrigidae).
خصوصیات مشترک بالدارها در میان آنها، دارا بودن دو جفت بال است که بال‌های جلویی معمولاً کشیده، باریک، ضخیم و دارای رگبال‌های متعدد هستند و Tegmina نامیده می‌شوند، در حالیکه بال‌های عقبی غشایی پهن بوده و به Membrance موسوم است.
بال‌های عقبی دارای رگ‌بال‌های متعدد هستند و هنگام استراحت به صورت بادبزن تا شده و در زیر بال‌های جلو قرار می‌گیرند. راست‌بالان قطعات دهانی جونده دارند؛ و اغلب گیاه‌خوارند. معدودی نیز از حشرات و جانوران دیگر تغذیه می‌کنند. پاها بیشتر از نوع دونده، شاخک‌ها غالباً بلند و در انتهای شکم دارای یک جفت زائده به نام Cerci هستند. حشرات این راسته دارای بدن کشیده بوده و سرسی‌های انتهای بدن کاملاً مشخص هستند. ماده‌ها مجهز به تخم‌ریزند که شکل و اندازه آن در گونه‌های مختلف متفاوت است. اکثر گونه‌ها دارای تخم‌ریز طویل و اغلب به اندازه بدن آنهاست. در مناطق معتدل سرد بیشتر گونه‌ها زمستان را به حالت تخم می‌گذرانند. بیشتر تخم‌گذاری در پوشینه‌ای به نام تخم‌نیام (Ootheca) انجام می‌شود.
اغلب دارای ۳ عدد چشم ساده‌اند. شاخک در اغلب آن‌ها طویل و مو مانند است. دارای سرسی بوده که گاهی کوتاه و گیره مانند است و گاهی بلند و نظیر یک اندام حسی عمل می‌کنند. در ماده‌ها معمولاً تخم‌ریز وجود دارد که ممکن است بلند و باریک یا کوتاه باشد. در بسیاری از راست‌بالان هر دو ماهیچه بالی و روزنه‌ها در بخش سینه‌ای رگ واقع می‌شود. رگ پشتی نیز لوله ساده‌ای می‌باشد.
همگی دارای چشم‌های مرکب بزرگ، و پاهای بلند با ۵ قطعه پنجه‌ای‌اند. قطعات دهانی از نوع جونده و دارای دگرگونی ساده هستند. شاخک‌ها معمولاً نخی شکل و بلندند. اغلب بالدارند و بال‌ها تعداد زیادی رگ‌بال دارند. بال‌های جلویی و عقبی دارند بال‌های جلویی معمولاً به صورت صاف و بال‌های عقبی زیر این بال‌ها به صورت غشایی و تا خورده‌اند. فعالیت پروازی توسط بال‌های عقبی است. معمولاً شب فعالند.
برخی از راست‌بالان دارای ۱۲ جفت روزن (ostium) هستند که ۹ تا در شکم و سه تا در سینه واقع شده است اما بیشتر حشرات دو سه یا پنج جفت روزن دارند. روزن‌ها منافذ شکاف‌مانند جفتی کوچک در رگ پشتی می‌باشند که اجازه می‌دهند تا همولنف وارد رگ شده یا آن را ترک کند (در طی دیاستول).

## تولید صدا
اکثر گونه‌های راست‌بالان تولید صدایی می‌کنند که جیرجیر نام دارد. این صدا به وسیلهٔ مالش بال‌ها به هم یا قسمتی از بال‌ها با ران تولید می‌شود. تولید صدا فقط توسط نرها صورت می‌گیرد.
ایجاد صدا در جیرجیرک‌ها با سایش بال‌ها به هم و در سیرسیرک‌ها پاها به بال صورت می‌گیرد.
گرچه حشرات زیادی در راسته‌های مختلف از خود تولید صدا می‌کنند ولی مهم‌ترین حشرات تولیدکننده صدا متعلق به این راسته می‌باشند. حشرات این راسته از طریق مالیدن دو قسمت بدن به یک دیگر تولید صدا می‌کنند.
علاوه بر این حشرات تولیدکننده صدا در این راسته دارای آلت شنوائی هستند که به آن‌ها عضو طبلی یا عضو شنوایی می‌گویند. عضو طبلی روی طرفین اولین حلقه شکم (در ملخهای شاخک کوتاه) یا در قاعده ساق (درشت‌نی) پاهای جلو واقع شده است (در ملخ‌های شاخک‌بلند و سیرسیرک‌ها) سیرسیرک‌ها (Gryllidae) و ملخ‌های شاخک‌بلند (Tettigonidae) از طریق مالش دادن لبه تیز قاعده یکی از بال‌های جلو به لبه دندانه دار قسمت تحتانی بال دیگر جلوئی (این وضعیت مثل مالیدن سوهان به روی چوب ایجاد صدا می‌کند) تولید صدا می‌کند. بعضی از گونه‌های ملخ‌های شاخک کوتاه در حالت پرواز به وسیلهٔ زدن بال‌های عقب به یکدیگر تولید صدا می‌کنند، در حالی که بعضی دیگر از گونه‌های این خانواده (Acrididae) به وسیلهٔ مالیدن پاهای عقبی به بال‌های جلوئی آواز خوانی می‌کنند. ران عقبی این گونه‌ها حاوی برجستگی‌های کوچکی است که عمل سوهان را انجام می‌دهد.
حشراتی که آوازخوانی می‌کنند معمولاً جنس نر هستند ولی در تعداد معدودی از گونه‌ها جنس ماده نیز تولید صدا می‌کند. ملخ‌های شاخک‌کوتاه در حال حرکت تولید صدا می‌کنند ولی ملخ‌های شاخک بلند و سیرسیرک‌ها معمولاً هنگام آواز خوانی ثابت و بی حرکت هستند.
بیشتر گونه‌های راست‌بالان خصوصاً سیرسیرک‌ها و ملخ‌های شاخک بلند قادرند در هنگام آوازخوانی صداهای متفاوتی را تولید کنند که این صداها در شرایط خاصی تولید شده و مفاهیم متفاوتی دارند. آوازخوانی با صدای بلند معمولاً به مفهوم جلب جنس ماده است و در صورتی‌که جنس ماده در شرایط مشابه جنس نر مستقر باشد این صدا را تشخیص داده و بطرف آن حرکت می‌کند. بعضی نرها در صورت حضور نر دیگر تولید صداهای تهاجمی می‌کنند که غالبیت یکی از آن‌ها را به ثبوت می‌رساند. بعضی از سیرسیرک‌ها تولید صداهای مخصوصی می‌کنند که جنس ماده را به جفت‌گیری دعوت می‌نماید.
بعضی از راست‌بالان مثلاً ملخ‌های شاخک بلند فقط در هنگام شب آوازخوانی می‌کنند در حالی که بیشتر آن‌ها از جمله سیرسیرک‌ها هم در روز و هم در شب آوازخوانی می‌کنند. عده‌ای دیگر از جمله بعضی از ملخ‌های شاخک کوتاه فقط در طول روز آوازخوانی می‌کنند.